# Isidre Bonsoms i Sicart
Isidre Bonsoms i Sicart   (Barcelona, 22 de gener de 1849 - Valldemossa, 14 de novembre de 1922) fou un bibliòfil i cervantista català.

## Biografia
Nasqué al carrer de la Ciutat, 12 de Barcelona, fill de Climent Bonsoms i Tintoré, de Sant Feliu de Llobregat, i de Teresa Sicart i Soler, de Vilanova i la Geltrú.
El 1907 va ingressar a la Reial Acadèmia de les Bones Lletres amb un discurs sobre La edición príncipe del Tirant lo Blanch, i el 1910 va donar a la Biblioteca de Catalunya una important col·lecció de fullets històrico-polítics referents a esdeveniments de la història de Catalunya, des del segle xvi al xix, impresos la major part a Catalunya. Conté relacions de successos, disposicions legals, pregons, bans, fulls volanders i pasquins. Recull també un gran nombre de processos i sentències judicials, discursos polítics, sermons predicats amb motiu d'algun esdeveniment, impresos d'interès local, romanços i altres opuscles de tema divers. Inclou també relacions, avisos i gasetes de notícies. El 1914, comunicà a la Biblioteca de Catalunya el seu propòsit de donació de la seva col·lecció cervantina –de 3.367 volums–, que hi ingressà l'any 1915. Conté les obres de l'escriptor en llengua original, traduccions, obres de caràcter biogràfic i criticoliterari cervantí, obres inspirades o adaptades de les seves obres i iconografia cervantina. Consta actualment d'aproximadament 8.000 volums i inclou els originals de les primeres edicions de totes les obres de Cervantes, tret de La Galatea, de la qual té la segona edició; les sis primeres edicions del Quixot de 1605, exemplars de bibliòfil i publicacions de l'obra cervantina en més de 40 idiomes.

## Homenatges
L'Institut d'Estudis Catalans va crear el premi Isidre Bonsoms en el seu honor per premiar «la millor obra d'investigació, editorial, bibliogràfica, artística, crítica, biogràfica i musical sobre les obres de Cervantes i sobre les novel·les i narracions de cavalleria i d'aventures que precediren el Quixot, així com sobre les que ha motivat o influït».
L'Ajuntament de Barcelona va dedicar a Bonsoms un carrer, situat al districte de Sants-Montjuïc.